# 包魯鱷屬

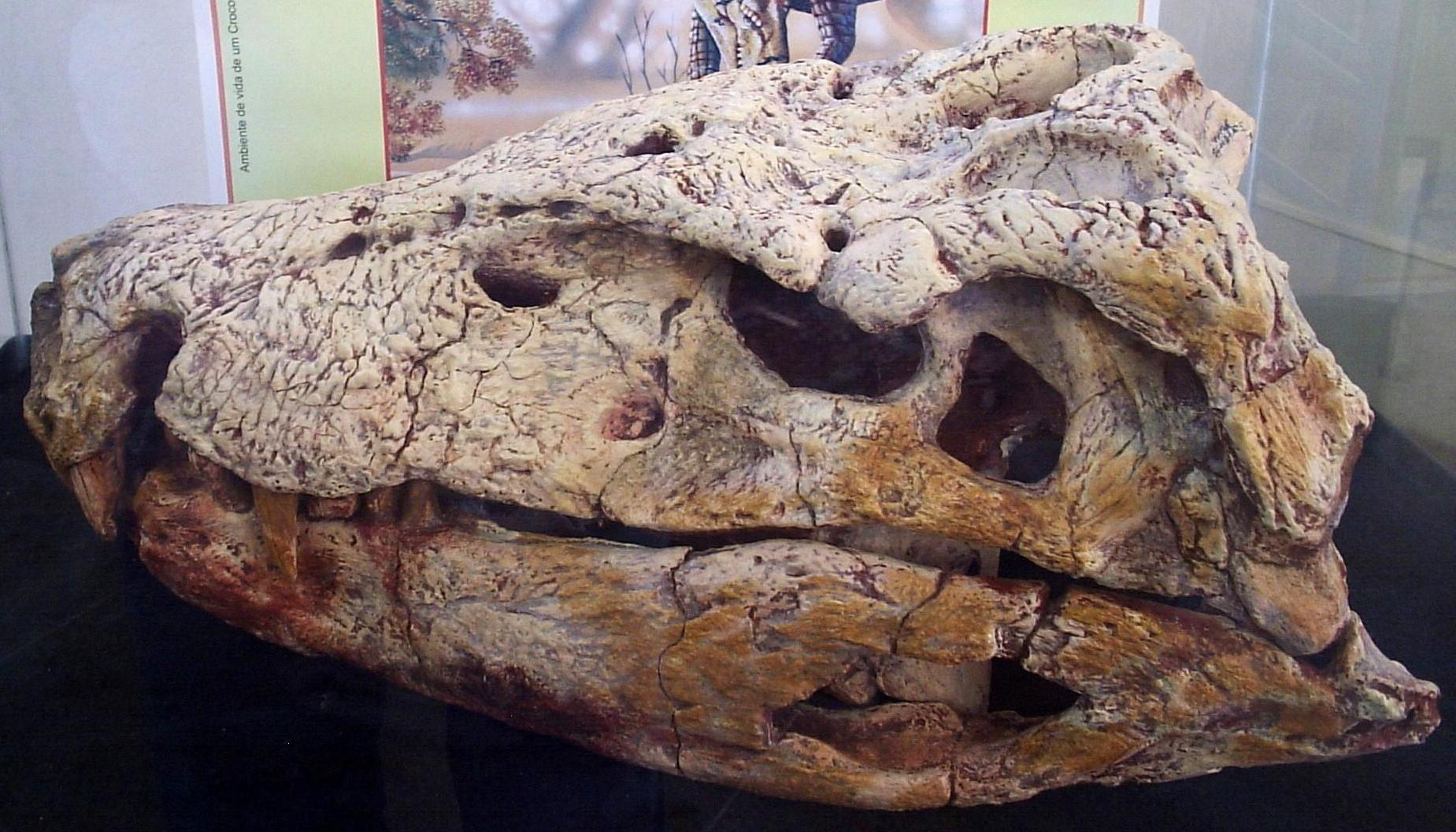
包魯鱷的頭骨

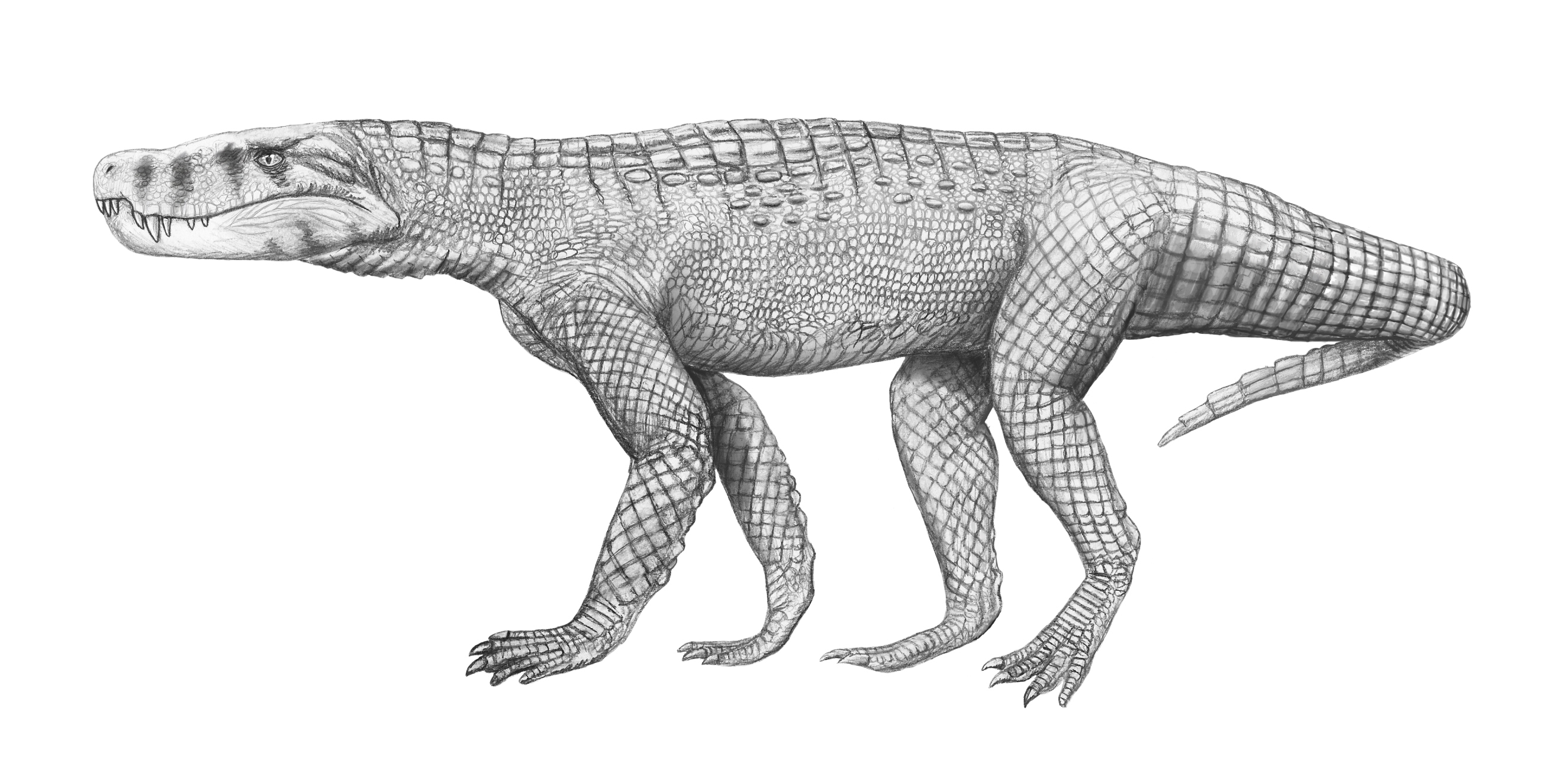
B. albertoi的想像圖

包魯鱷屬（學名：Baurusuchus）是種已滅絕中真鱷類，屬於包魯鱷科，生存於白堊紀晚期的南美洲。包魯鱷是種陸棲掠食動物、或是腐食動物，身長約3.5到4公尺。
化石發現於巴西的阿達曼蒂納組（Adamantina Formation）地層，地質年代約9000萬到8350萬年前，相當於白堊紀晚期的土侖階到桑托階。屬名意為「包魯鱷魚」，以化石發現處的包魯群（Bauru Group）為名。包魯鱷與較早命名的犬齒鱷是近親，但包魯鱷的體型較小、齒列較虛弱。目前已有三個種︰B. pachechoi、B. salgadoensis、以及B. albertoi。
波羅龍鱷的近親有Stratiotosuchus，發現於同一地層組，體形相似；以及巴基斯坦Pab組的Pabweshi。